# Maurizio Sarri
Maurizio Sarri (Napulj, 10. siječnja 1959.) talijanski je nogometni trener i bivši nogometaš. Trenutačno je trener Lazija. Kao igrač igrao je na poziciji braniča.
Nikada nije igrao nogomet profesionalno. Igrao je tek amaterski kao branič i trenirao je radeći kao bankar. Prvi posao je dobio u Delfino Pescara 1936.